# كاسف (كوهباية)
كاسف (بالفارسية: کاسف) هي قرية تقع في إيران في قسم كوهباية الريفي. يقدر عدد سكانها بـ 536 نسمة بحسب إحصاء 2016.